# Homomonument
L'Homomonument és un monument al centre d'Amsterdam, la capital dels Països Baixos, dedicat a tots els homosexuals, gais i lesbianes perseguits per raó de la seva orientació sexual. Inaugurat el 5 de setembre de 1987, té la forma de tres grans triangles de color rosa realitzats en granit, col·locats en el sòl formant els vèrtexs d'un triangle major a la riba del canal Keizersgracht, a prop de l'església de Westerkerk.

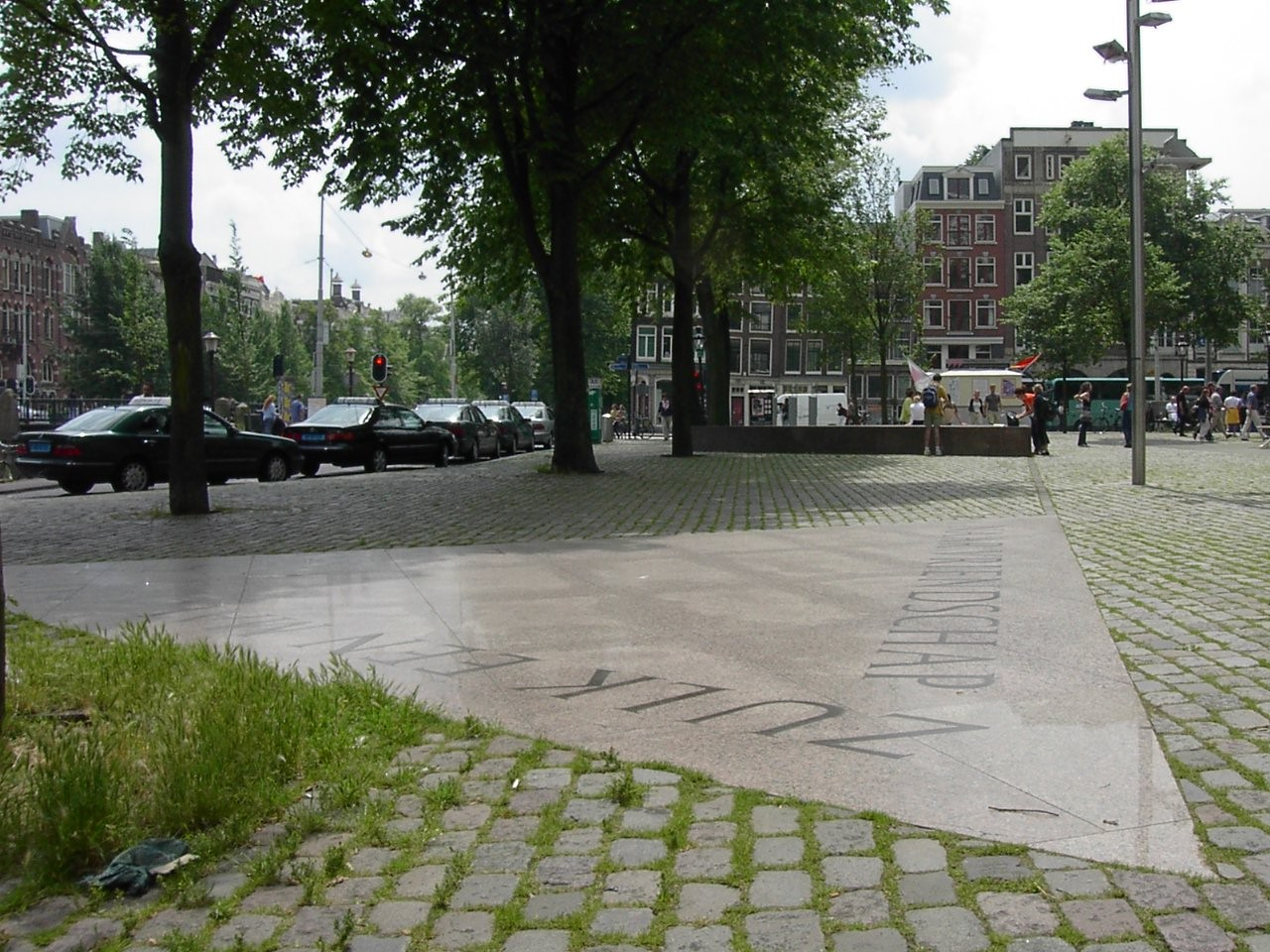
Un dels tres triangles petits, cisellat d'un vers de
Jacob Israël de Haan
«Un desig d'amistat fora mesura.»

El monument fou dissenyat per a «inspirar i sostenir les lesbianes i els gais en la seva lluita contra la negació, l'opressió i la discriminació.»

## Història
La idea d'un monument permanent a les víctimes de la persecució de gais i lesbianes va sorgir el 1970, quan quatre activistes gais varen intentar de col·locar una corona de llorers al monument nacional a les víctimes de la guerra a la plaça del Dam davant el palau reial, el 4 maig, el dia nacional neerlandès de commemoració dels morts de la segona guerra mundial. Aleshores la policia va destruir la corona i arrestar els quatre activistes. A conseqüència d'això el 1979 es va crear la fundació Homomonument i l'ajuntament va atorgar el lloc actual per a erigir el monument. Nogensmenys van caldre vuit anys més per a reunir els 180.000 € necessaris per construir-lo. Hi Van contribuir: el parlament neerlandès, la ciutat d'Amsterdam i la província d'Holanda del Nord i també moltes persones privades i organitzacions. Després d'un concurs, els jurats van triar el disseny de Karin Daan, que s'inspirava del triangle rosa. Els jurats van estimar el valor simbòlic a més del valor pràctic. L'obra permet tota una mena d'accions i cerimònies de commemoració i alhora té una robustesa bastant elevada per a resistir a eventuals actes de vandalisme. El disseny aspira a una monumentalitat màxima, sense pertorbar el paisatge històric i la vida habitual a la plaça Westermarkt davant de l'església històrica i al marge del canal.
El triangle prové del distintiu que els gais havien de portar als camps de concentració sota el règim nazi. Als angles del triangle equilàter de 36 metres es troben tres triangles menors de deu metres de granit rosa, a tres nivells, connectats amb una banda fina que també és de granit. Al nivell del carrer, que simbolitza el passat, s'ha cisellat un vers d'en Jacob Israël de Haan del 1913: «Un desig d'amistat fora mesura». Es dirigeix vers la casa d'Anne Frank, que es troba molt a prop. El segon triangle, més baix, forma un atracador al canal i lloc per a deposar-hi flors, simbolitza el present. La seva punta es dirigeix vers la plaça del Dam, on tot va començar. El tercer, sobrealçat, és un lloc de trobada i un podi obert simbolitzant el futur. Es dirigeix vers la seu de l'organització LGBT COC al carrer Rozenstraat.
Cada any, al 4 de maig, s'hi celebra una cerimònia de commemoració oficial a la qual participen tots els cossos oficials, el món associatiu i la gent hi diposita flors, la qual cosa el 1970 encara era un delicte vilipendiós.

## Altres monuments
Una versió en miniatura es troba al parc Madurodam a la Haia. El burgmestre d'Amsterdam, Job Cohen, i l'aleshores president de l'associació LGBT COC, Frank van Dalen, van inaugurar-la el 24 d'octubre de 2006. També, a altres ciutats, a poc a poc s'aixequen monuments i pedres commemoratives. El 20 de març de 2011, la ciutat de Barcelona va inaugurar el seu monument al parc de la Ciutadella, originàriament previst a la plaça de la Sagrada Família, però, arran de la pressió de l'església catòlica, va caldre cercar un altre indret. S'ha triat un altre lloc significatiu: l'indret al qual uns skinheads van colpejar a mort Sònia, un transsexual.

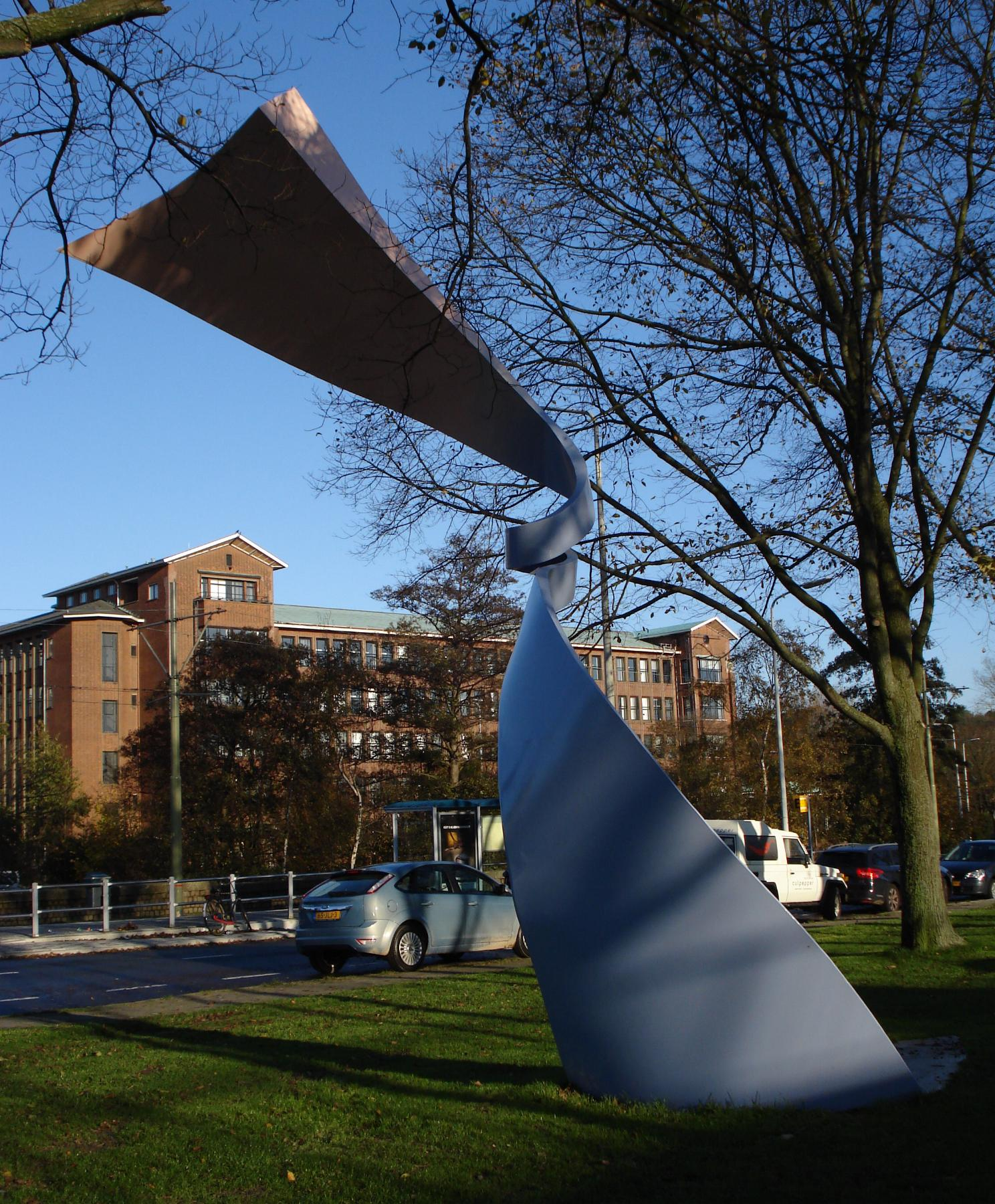
El monument de la Haia
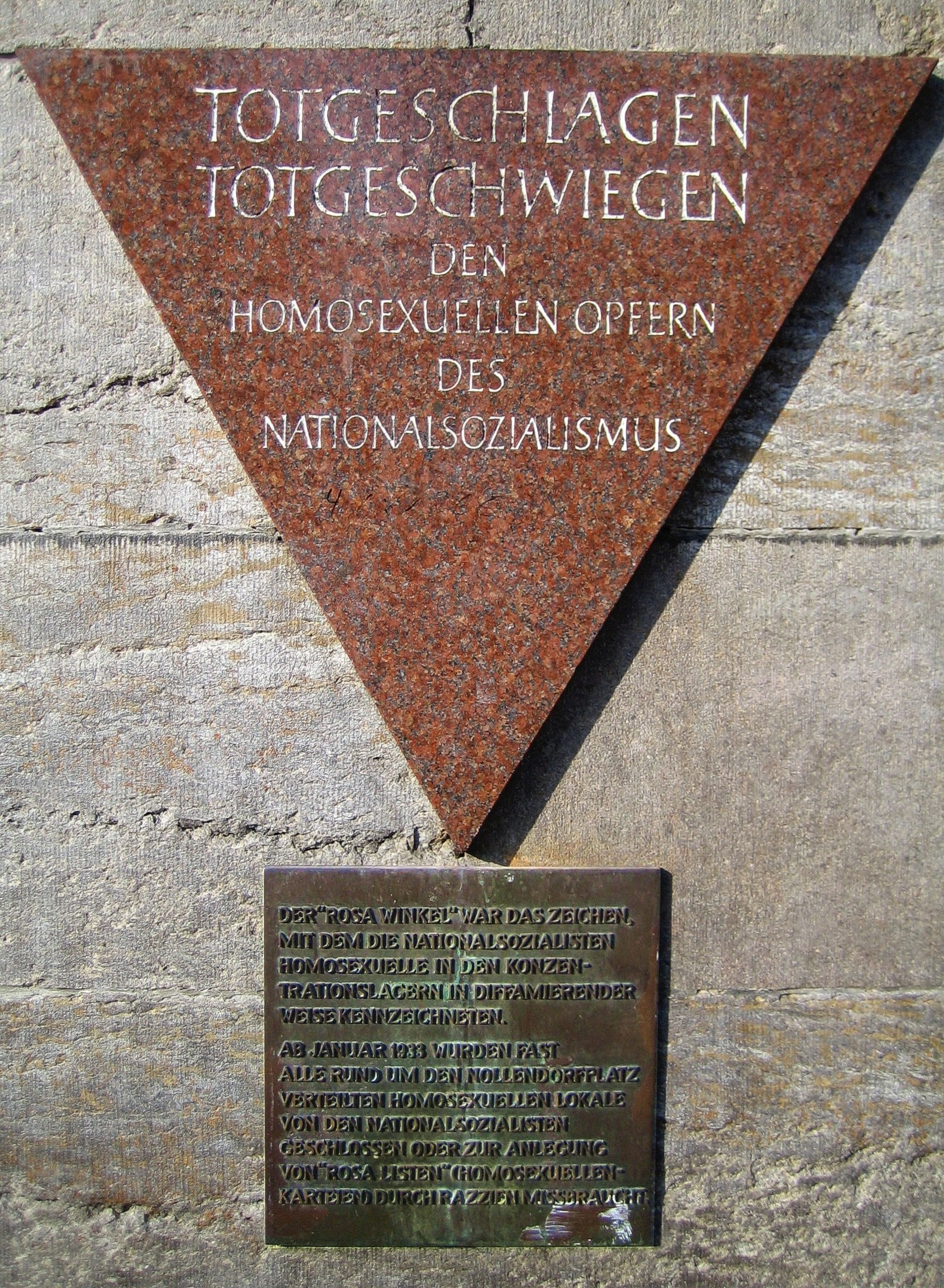
Monument a la plaça Nollendorf a Berlín
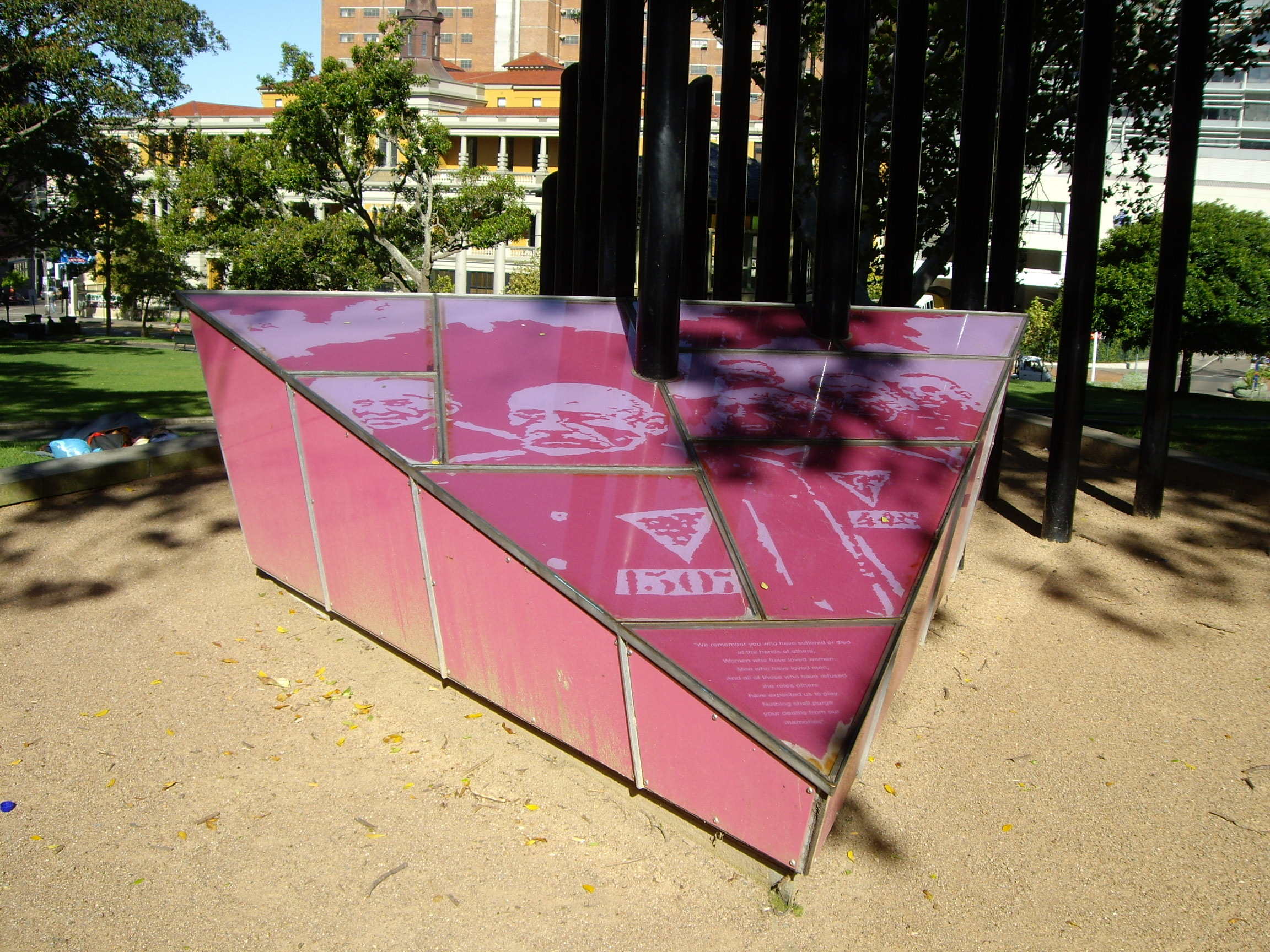
Sydney
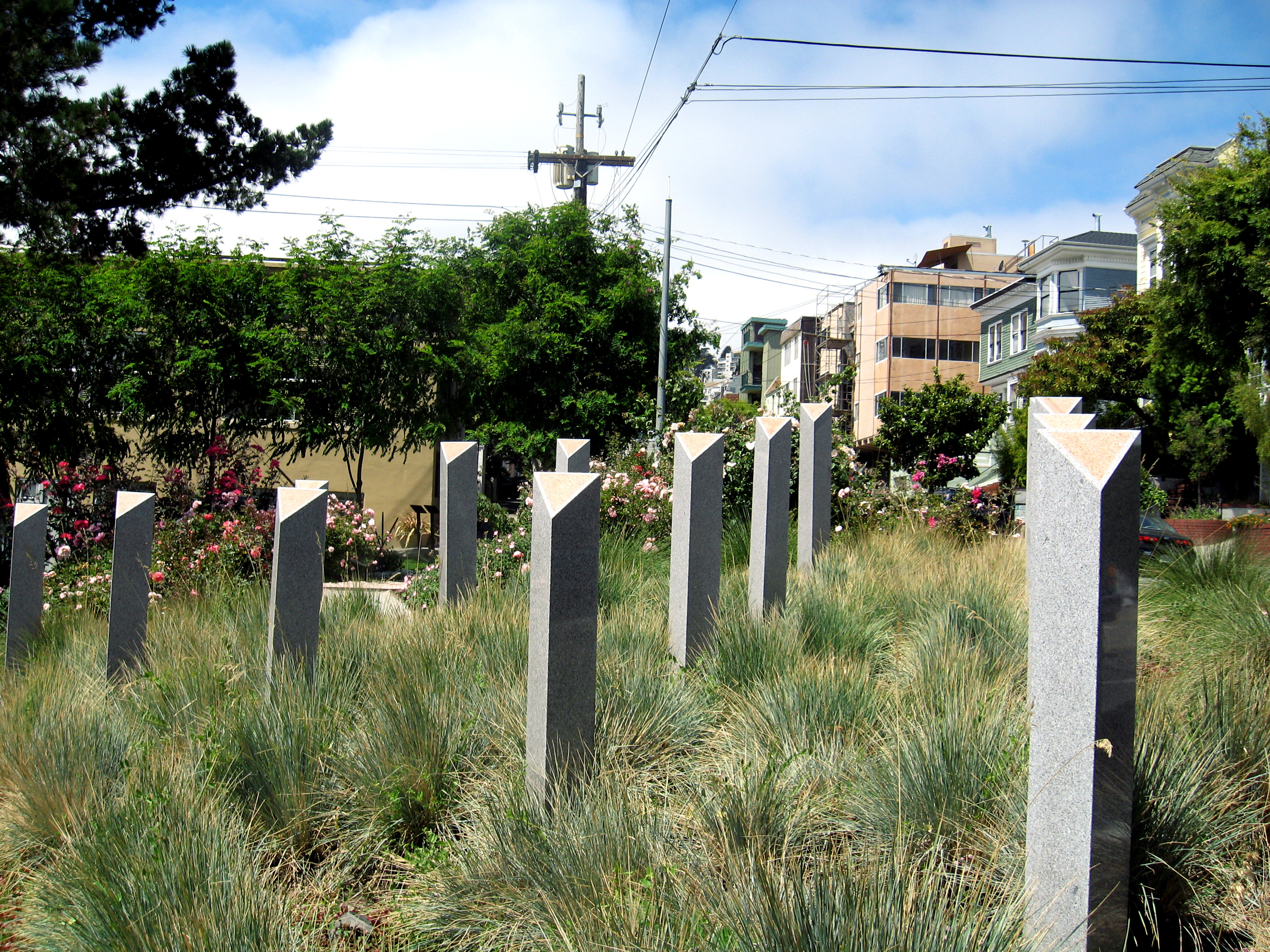
San Francisco
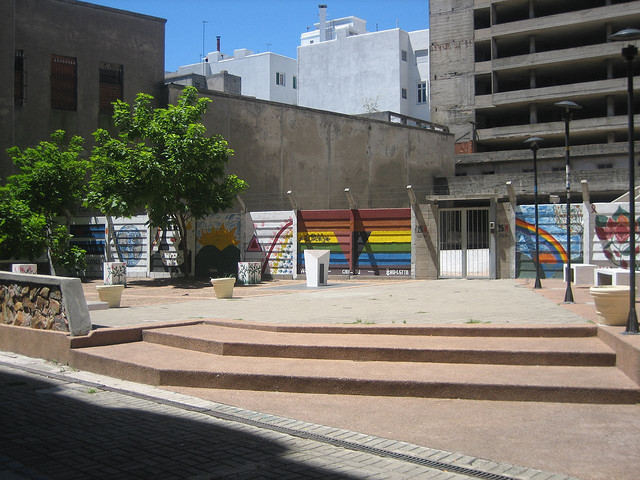
Plaça i monòlit de la diversitat sexual a Montevideo

## Enllaços i referències
Web oficial del monument Arxivat 2008-06-25 a Wayback Machine. (neerlandès) i (anglès) amb fotos i agenda d'activitats
1. ↑  Text original: “Naar vriendschap zulk een mateloos verlangen”
2. ↑  Ricart i Ulldemolins, Núria «Art públic, regeneració urbana i participació. El projecte Cartografies de La Mina» (pdf). On the w@terfront, 12-04-2009, pàg. 174.
3. ↑  Jacob Israël de Haan, Aan eenen jongen visscher, Verzamelde Gedichten, tom I, Amsterdam, G.A. van Oorschot, 1952 (1a publicació 1913), pàgina 290
4. ↑  «Antecedents i situació».   Fundació Stichting Homomonument. Arxivat de l'original el 2012-02-06. [Consulta: 12 juny 2011].
5. ↑  Grupo Woofbaa, L'homenatge rosa[Enllaç no actiu] a Wikidiario.info